# 林慧萍情歌王國系列二
【林慧萍情歌王國系列二】是歌手林慧萍的個人二十四張精選輯，『歌林天龍』授權；音橋唱片2003年10月16日重製發行。

情歌王國收錄的是林慧萍在歌林唱片時期的精選，一共三張黃金CD版；音橋唱片同步發行。

在林慧萍的萍水相逢演唱會結束後；在2003年10月份就推出了四張精選。

## 專輯簡介
慧萍的精選金曲‧給你心的回憶
悅耳動聽的聲音在她濃厚又深情的嗓音裡，讓我們找到一份真摯的感情

## 專輯曲目
| 曲序 | 曲名         | 作詞   | 作曲     | 編曲   | 製作人 | 長度 | 備註                                        |
| 01   | 愛情與宿醉   | 陳進興 | 陳進興   |        | 呂子厚 | 3:22 | 陳進興更名為陳品                            |
| 02   | 我的情       | 非子   | 韓正皓   |        | 呂子厚 | 3:10 | 收錄於【愛情與宿醉】                        |
| 03   | 滾熱的咖啡   | 張毅   | 張毅     |        | 呂子厚 | 3:40 | 收錄於【愛情與宿醉】                        |
| 04   | 白紗窗的女孩 | 黃克昭 | 黃克昭   |        | 呂子厚 | 3:30 | 應為【白紗窗裏的女孩】 收錄於【愛情與宿醉】 |
| 05   | 走過歲月     | 施秀枝 | 黃仁清   |        | 呂子厚 | 2:51 |                                             |
| 06   | 我情迷惘     | 鄭進一 | 鄭進一   | 丹尼   | 呂子厚 | 4:36 | 原專輯內頁：詞／曲 鄭進一 呂子厚            |
| 07   | 蛻變         | 張尚喬 |          |        | 呂子厚 | 4:12 | 收錄於【我情迷惘】                          |
| 08   | 一個人       | 麥綺芬 | 戴方達   | 陳志遠 | 黃建昌 | 4:17 | 收錄於【一個人 一段情】                     |
| 09   | 一段情       | 史俊鵬 | 史俊鵬   | 陳志遠 | 黃建昌 | 3:31 | 收錄於【一個人 一段情】                     |
| 10   | 希望你點點頭 | 林煌坤 | 山松     | 丹尼   | 黃建昌 | 3:11 | 收錄於【不要回頭看】；原唱：方怡珍          |
| 11   | 楓林小橋     | 林煌坤 | 林家慶   | 丹尼   | 黃建昌 | 3:56 | 收錄於【不要回頭看】；原唱：江蕾            |
| 12   | 綠色大地     | 劉家昌 | 劉家昌   | 陳玉立 | 呂子厚 | 2:27 | 收錄於【1987 巨星金曲】；原唱：劉家昌       |
| 13   | 惜別         | 林煌坤 | 鄭貴昶   | 陳玉立 | 呂子厚 | 4:04 | 收錄於【1987 巨星金曲】；原唱：張艾嘉       |
| 14   | 重逢的結局   | 張尚喬 |          |        | 呂子厚 | 3:40 | 收錄於【我情迷惘】                          |
| 15   | 永遠         | 蔣榮伊 | 蔣榮伊   |        | 呂子厚 | 3:16 | 收錄於【愛情與宿醉】                        |
| 16   | 滿天小星星   | 林庭筠 | 日本歌曲 |        | 呂子厚 | 3:44 | 收錄於【愛情與宿醉】                        |
| 17   | 愛的天地     | 左右   | 左右     |        | 呂子厚 | 4:29 | 收錄於【走過歲月】                          |
| 18   | 愛！在雨中   | 蓉子   | 韓正皓   |        | 呂子厚 | 3:26 | 應為【夏！在雨中】 收錄於【走過歲月】       |
| 19   | 沉默的情意   | 黃捷雄 | 黃捷平   |        | 呂子厚 | 3:00 | 收錄於【我情迷惘】；歌手林宛臻翻唱          |
| 20   | 小溪         | 林煌坤 |          |        | 呂子厚 | 3:47 | 收錄於【往昔】                              |

## 專輯版本
- CD

第一版：2003年10月16日音橋唱片發行
第二版：2004年 4月 1日音橋唱片發行；精裝版一套三輯
第三版：2005年 1月24日音橋唱片發行；精裝版一套三輯＋『灰姑娘的故事』 DVD